# Lake Mike
Der Lake Mike ist ein Gebirgssee im Southland District der Region Southland auf der Südinsel von Neuseeland.

## Geographie
Der See befindet sich am nordöstlichen Ende der Dark Cloud Range, rund 8,5 km südsüdöstlich des Cook Channel, der zum Tamatea / Dusky Sound gehört. Der Lake Mike umfasst eine Fläche von 49,7 Hektar und besitzt einen Umfang von rund 4,2 km. Bei einer Ost-West-Ausrichtung misst der See eine Länge von rund 1,72 km und an seiner breitesten Stelle rund 400 m in Nord-Süd-Richtung.
Gespeist wird der Lake Mike durch den Mike River und einige Gebirgsbäche. Der See entwässert an seinem nordöstlichen Ende über einen kleinen, rund 200 m langen Abschnitt des Mike River in den False Lake. Nach dem Durchfluss durch zwei weitere Seen mündet der Mike River schließlich in die Fanny Bay des Tamatea / Dusky Sound.

## Geologie
Nach dem See wurde der in den Dark Cloud Range vorkommende Granit als Lake Mike Granite bezeichnet, der von dem Geologen C. M. Ward 1984 erstmalig beschrieben wurde.